# Babwahi
Mar Babwahi (auch: lat. Babaeus, Babowai, Babai; syrisch ܒܐܒܘܝ, arabisch باباي; † 484) war Katholikos von Seleucia-Ctesiphon und Patriarch der Kirche des Ostens von 457 bis 484, während der Regierungszeit des Sassanidenkönigs Peroz I. Babwahi war bekannt für seine pro-byzantinische Einstellung, aufgrund derer er oft mit anderen Mitgliedern der Kirche des Ostens in Konflikt kam. Er wurde 484 hingerichtet.

## Leben
Babwahi war als gelehrter Philosoph bekannt und dazu ein Konvertit vom Zoroastrismus (Magianismus). Er wurde von den Zoroastriern daher als Apostat bezeichnet. Aufgrund dessen wurde er sieben Jahre lang eingekerkert, wahrscheinlich in der Zeit zwischen 470 und 480, sowie von den Magi wiederholt gefoltert. In dieser Zeit waren Christen häufig der Verfolgung ausgesetzt. Babwahi stand jedoch auch oft in Konflikt mit Barsauma, dem Metropoliten von Nisibis, sowie mit zahlreichen anderen Autoritäten, Kollegen, oder Untergebenen. Öfter bestrafte er die Bischöfe in seinem Sprengel und einige von ihnen suchten Unterstützung bei Barsauma.
Die Ursache des Konflikts mit Barsauma lag möglicherweise in unterschiedlichen Auffassungen der beiden, ob Kleriker grundsätzlich zölibatär leben sollten oder nicht. In der Kirche war dies zu jener Zeit heiß umkämpft. Als Babwahi einen Brief an einige rum-orthodoxe Bischöfe sandte und sie darin bat, ihren Einfluss beim Kaiser geltend zu machen und um Einflussnahme, damit der Schah-in-Schah Peroz die Christenverfolgung aufgab, konnte Barsauma irgendwie die Nachricht abfangen. Die Überlieferung sagt, der Brief sei in einem ausgehöhlten Stock versteckt gewesen. Babwahi hatte einige unbedachte Formulierungen gebraucht. Unter anderem soll er geschrieben haben: „Gott hat uns an ein verfluchtes Königreich ausgeliefert.“ Barsauma nutzte dieses Beweisstück und überbrachte es dem König, der verständlicherweise außer sich war vor Zorn. Peroz konfrontierte Babwahi mit den Anschuldigungen, der auch zugab, den Brief geschrieben zu haben. Daraufhin verurteilte ihn der König zum Tode. Aufgrund dessen wird er nun gelegentlich als Märtyrer bezeichnet.

## Vermächtnis
Babwahi gründete eine Schule in Seleucia und sein Nachfolger Mar Acacius war deren erster Schulleiter. Mar Aba baute sie umfangreich aus und gründete die zugehörige Bibliothek. Als das Patriarchat im 9. Jahrhundert nach Bagdad zog, wurde die Schule mitgenommen.